# Heman A. Moore
Heman Allen Moore (* 27. srpen 1809 v Plainfieldu, Washington County, Vermont; † 3. duben 1844 v Columbusu, Ohio) byl americký politik. V letech 1843 až 1844 zastupoval stát Ohio v Sněmovně reprezentantů.

## Životní dráha
Heman Moore dosáhl akademického vzdělání. Po navazujícím studiu práva v Rochesteru ve státě New York a připuštění k výkonu advokacie zahájil svoji právní kariéru v Columbusu. Zároveň započal jako člen Demokratické strany svoje působení v politice.
Ve volbách v roce 1842 byl Heman Moore zvolen jako kandidát své strany v desátém volebním okrsku státu Ohio do Sněmovny reprezentantů ve Washingtonu DC, kam nastoupil 4. března 1843 jako nástupce Samsona Masona. Svůj mandát vykonával až do smrti 3. dubna 1844. Období jeho mandátu bylo poznamenáno napětím mezi prezidentem Johnem Tylerem a Stranou whigů. Vedle toho byla zásadní otázkou uvažovaná anexe Texasu, jenž se v roce 1836 odtrhl od Mexika. Heman Moore byl pohřben na Green Lawn Cemetery v Columbusu.